# Dirk Bauermann
Dirk Bauermann (ur. 10 grudnia 1957 w Oberhausen) – niemiecki trener koszykówki, a wcześniej koszykarz, obecnie trener Rostock Seawolves oraz reprezentacji Tunezji.
Grał w koszykówce na poziomie niemieckiej Regionalligi. Trenerskiego fachu uczył się jako asystent na amerykańskim uniwersytecie Fresno State. W Bayerze Leverkusen, który prowadził w latach 1989-1998 zdobył siedem tytułów mistrza kraju. Dwa kolejne tytuły dołożył podczas pracy z Brose Baskets. Pracował również za granicą, w belgijskim BC Ostende, greckie Apollon Patras i  Amyntas Dafnis B.C. W latach 2010–2012 był trenerem Bayernu Monachium, z którym wywalczył awans do Bundesligi.
Dwukrotnie prowadził reprezentację Niemiec. W 1994 roku zastąpił Svetislava Pešicia i zajął dwunaste miejsce na mistrzostwach świata. W 2003 kolejny raz objął reprezentację i zdobył srebrny medal na Mistrzostwach Europy w Serbii.
17 stycznia 2013 roku został selekcjonerem reprezentacji Polski. Pod jego wodzą reprezentacja Polski zawiodła na Mistrzostwach Europy, wygrywając tylko jeden mecz. W styczniu 2014 roku zrezygnował z pracy nad kadrą.
9 stycznia 2020 został trenerem Rostock Seawolves.

## Osiągnięcia

### Drużynowo
Klubowe
- Mistrzostwo Niemiec (1990, 1991, 1992, 1993, 1994, 1995, 1996, 2005, 2007)
- Puchar Niemiec (1990, 1991, 1993, 1995)

Kadry
- Mistrzostwa:
  - świata (1994 – 12. miejsce, 2006 – 8. miejsce)
  - Europy (2005 – srebro, 2007 – 5. miejsce, 2013 – 21. miejsce)
  - Azji (2015 – brąz)

### Indywidualnie
- Trener roku niemieckiej ligi BBL (1990, 1991, 2003, 2004)